# Graffenrieda cinna
Graffenrieda cinna är en tvåhjärtbladig växtart som beskrevs av James Francis Macbride. Graffenrieda cinna ingår i släktet Graffenrieda och familjen Melastomataceae. Inga underarter finns listade i Catalogue of Life.